# Commissione per gli affari costituzionali del Parlamento europeo
La Commissione per gli Affari Costituzionali (AFCO) è una commissione permanente del Parlamento europeo che si occupa di materie istituzionali come i Trattati dell'Unione europea e i regolamenti procedurali del Parlamento europeo. Attualmente è presieduta dall'europarlamentare italiano Salvatore De Meo, esponente del Partito Popolare Europeo (PPE) e di Forza Italia. 

## Competenze
In base al regolamento del Parlamento europeo la commissione per gli affari costituzionali è la:
1. gli aspetti istituzionali del processo d'integrazione europea, in particolare la preparazione, l'avvio e lo svolgimento delle procedure di revisione dei trattati, ordinaria e semplificata;
2. l'applicazione dei trattati e la valutazione del loro funzionamento;
3. le conseguenze istituzionali dei negoziati per l'allargamento dell'Unione europea o per il recesso dall'Unione;
4. le relazioni interistituzionali, compreso l'esame, sulla base dell'articolo 140, paragrafo 2, del regolamento, degli accordi interistituzionali ai fini della loro approvazione da parte del Parlamento;
5. la procedura elettorale uniforme;
6. i partiti politici e le fondazioni politiche a livello europeo, fatte salve le competenze dell'Ufficio di presidenza;
7. la constatazione dell'esistenza di una violazione grave e persistente da parte di uno Stato membro dei principi comuni agli Stati membri;
8. l'interpretazione e l'applicazione del regolamento e le proposte di modifica del medesimo.»

(Regolamento del Parlamento europeo, Allegato V: Attribuzioni delle commissioni parlamentari permanenti, art. XVIII)

## Presidenti
| Presidente         | Nazionalità | Gruppo | Periodo                          |
| ------------------ | ----------- | ------ | -------------------------------- |
| Biagio De Giovanni | Italia      | PSE    | 16 gennaio 1997 – 19 luglio 1999 |
| Giorgio Napolitano | Italia      | PSE    | 21 luglio 1999 – 19 luglio 2004  |
| Jo Leinen          | Germania    | PSE    | 22 luglio 2004 – 13 luglio 2009  |
| Carlo Casini       | Italia      | PPE    | 20 luglio 2009 – 30 giugno 2014  |
| Danuta Hübner      | Polonia     | PPE    | 7 luglio 2014 – 1º luglio 2019   |
| Antonio Tajani     | Italia      | PPE    | 10 luglio 2019 – 4 ottobre 2022  |
| Salvatore De Meo   | Italia      | PPE    | 17 ottobre 2022 – 15 luglio 2024 |
| Sven Simon         | Germania    | PPE    | 23 luglio 2024 – in carica       |